# Jacques Robert (director)
Jacques Robert (1890 - 15 de enero de 1928) fue un actor y director nacido en Suiza.
Su nombre completo era Jacques Robert Kneubühler, y falleció en Francia.

## Selección de su filmografía

### Director
- 1921 : La Vivante épingle
- 1922 : La Bouquetière des innocents
- 1923 : Le Cousin Pons
- 1924 : Le Comte Kostia
- 1925 : La Chèvre aux pieds d'or
- 1925 : Naples au baiser de feu
- 1926 : En plongée / Fragments d’ épaves

### Actor
- 1918 : La Course du flambeau